# Monte Argentea
Il monte Argentea è una montagna dell'Appennino ligure, alta 1.082 m s.l.m., nella parte occidentale della provincia di Genova.

## Descrizione
L'Argentea si trova leggermente discosto verso sud dallo spartiacque principale appenninico ligure - padano. La vetta ha la forma di un breve cresta allungata in direzione nord-sud, e costituisce una panoramica balconata sul mar Ligure e sulla costa del Genovesato. La montagna è interamente compresa nel comune di Arenzano.
È una delle cime che fanno parte del gruppo del Beigua, e appartiene alla catena che va dal passo del Faiallo al passo del Giovo, laddove lo spartiacque ligustico-padano raggiunge la minore distanza dalla costa Mar Ligure di tutto il suo sviluppo.
Dal punto di vista geologico fa parte del Gruppo di Voltri, con prevalenza di serpentiniti; per il suo interesse orogenetico, la zona è stata oggetto di approfonditi studi geologici per molti anni.
Dal punto di vista vegetazionale, l'Argentea presenta la tipica macchia mediterranea, con rari boschi di conifere presenti lungo le sue pendici che digradano verso la costa.
La montagna è interamente compresa nel territorio protetto del Parco del Beigua.

## Accesso
L'Argentea è una facile e frequentata mèta escursionistica, raggiungibile sia dal versante tirrenico, che dall'entroterra.
- Dalla costa l'itinerario principale inizia da Arenzano, o meglio dalla sua frazione Campo, e sale per pendii mediamente ripidi ed aperti sino ad un rifugio, denominato "Padre Rino", da dove, con un ultimo strappo, guadagna il fianco ovest della piccola cresta che costituisce la vetta. Il tempo di salita è di circa 2,30 ore e il dislivello (da Campo) di circa 900 metri.
- Dal versante padano si perviene all'Argentea con diversi itinerari. Tra questi il più significativo parte da Vara Inferiore, frazione del Comune di Urbe e percorrendo un itinerario immerso in fitti boschi di latifoglie o di castagneti, segue l'orografia di questo versante, molto meno scosceso rispetto a quello marittimo. Uscendo in quota su praterie erbose, perviene allo spartiacque, dove transita l'Alta Via dei Monti Liguri. Da qui in poco tempo di raggiungere la vetta. Il dislivello è di circa 400 metri, ma il tempo richiesto è di circa 2,30 - 3 ore, per la lunghezza dell'itinerario.

### Cartografia
- Cartografia ufficiale italiana dell'Istituto Geografico Militare (IGM) in scala 1:25.000 e 1:100.000, consultabile on line
- Istituto Geografico Centrale - Carta dei sentieri 1:50.000 n. 16 Genova, Varazze, Ovada
- Regione Liguria, Cartografia tecnica regionale, su cartografia.regione.liguria.it. URL consultato il 19 luglio 2013 (archiviato dall'url originale il 17 novembre 2015).